# 빅토르 하라 (음반)
‘빅토르 하라’는 칠레의 자작곡 가수 빅토르 하라에 의한 두번째 독집 앨범인데, 1967년에 발매되었다.
정치적으로 의식적인 민중 음악의 누에바 칸시온(새로운 노래) 유형을 그것은 지속하는데 1966년에, 그의 이름을 딴 첫 독집 앨범으로 그가 만들었던 유형 말이다. 빅토르 하라의 노래들은 하라의 이전의 자전적 가사들로부터 모든 남미에 대한 전체적 관심사라는 주제들로 바뀌는데, 비올레타 파라의 유형에 더 가까워지면서 말이다. 파라는 앨범이 발매되기 바로 전에 사망했고, 하라, 그녀의 제자 그리고 친구는, 정치적 빈자리를 채우기 위해서 앞으로 걸음을 내디뎠다. 이 앨범 이후에, 하라의 후속 활동은 더 눈에 띄게 정치적이게 되곤 했는데, 특정한 정치적 사안들을 지지하거나 반박하는 좌익의 행동주의를 옹호하면서 말이다. 그 앨범은 논란적인 노래, “엘 아파레시도”(영혼)를 포함하는데, 그것은 체 게바라 그 아르헨티나 혁명가가 살해되기 몇달 전에 그에 대해서 쓰여졌다. 그 노래는 말한다, “금색 발톱들을 가진 까마귀들이 그의 머리에 가격을 매겼네 / 어떻게 부자들의 분노가 그를 처형했는가.”

## 배경
1966년에, 빅토르 하라는 킬라파윤 모둠(에두아르도 카라스코, 훌리오 카라스코, 카를로스 케사다, 윌리 오도 그리고 패트리시오 카스티요를 위해서 만들어진)을 만났고, 그들은 “음악 단체”를 시작했는데 그것은 여러 해 동안 지속되고 그것을 포함한, 몇몇 앨범들의 녹음으로, 그리고 ‘칸시오네스 포클료리카스 데 아메리카’(미국의 민요)로 이어지곤 했다. 그 앨범은 또한 세르지오 오르테가의 관현악이라는 음악적 지지를 그리고 루벤 누제이유에 의한 예술적 지도를 가지고 있었다.

## 발매
‘오데온 음반 회사’에서 1967년에 ‘빅토르 하라’는 발매되었다. 그 앨범은 다양한 바꿔 쓰는 이름들로 재발매되었는데 ‘멘사헤’, ‘데스데 롱켄 하스타 시엠프레’ 그리고 ‘엘 베르소 에스 우나 팔로마’(’메시지’, ’롱켄에서 영원히’ 그리고 ’그 구절은 비둘기입니다’)와 같은 이름 말이다. “엘 아파레시도(영혼)”는 “쏠로(혼자)”와 비정규single로 발매되었는데 칠레에서만 그해의 3월에 뒷면b-side으로 말이다.

## 음반 순서 목록
빅토르 하라에 의해 쓰여진 모든 순서 목록들인데, 주석이 달린 곳을 제외하고 말이다.
- 1 "El aparecido"
- 2 "El lazo"
- 3 "Qué alegres son las obreras (Bolivian folk)"
- 4 "Despedimiento del angelito (Chilean folk)"
- 5 "Solo" (Eduardo Carrasco)
- 6 "En algún lugar del puerto"
- 7 "Así como hoy matan negros" (Pablo Neruda - Sergio Ortega)
- 8 "El amor es un camino que de repente aparece"
- 9 "Casi, casi (Chilean folk)"
- 10 "Canción de cuna para un niño vago"
- 11 "Romance del enamorado y la muerte" (Text: Anonymous – Víctor Jara)
- 12 "Ay mi palomita (Chilean folk)"